# Planticuerpo
Un planticuerpo (derivado de planta y de anticuerpos - del inglés plantibody) es un anticuerpo producido por los cultivos genéticamente modificados. Se está investigando su posible uso en la fabricación de vacunas para el uso humano. Los anticuerpos son parte del sistema inmunológico de los animales, y se pueden producir en las plantas mediante su modificación con genes provenientes de los anticuerpos de los animales. 
El experimento se hizo por primera vez en 1989, con anticuerpos de ratón producidos por un grupo de plantas de tabaco modificadas genéticamente. Aunque las plantas naturalmente no producen anticuerpos, los planticuerpos han demostrado que funcionan de la misma manera que los anticuerpos normales de los animales. El término fue acuñado por la empresa desarrollista del experimento, Biolex.
Hay dos aplicaciones de gran potencial para los planticuerpos a nivel industrial. Una serie de empresas, además de Biolex, incluida Planet Biotechnology en California, Estados Unidos, y Medicago en Canadá, están llevando a cabo el desarrollo comercial de planticuerpos como terapias para aplicaciones medicinales, desde el cáncer hasta el resfriado común. En segundo lugar, la producción de planticuerpos podría ser utilizado para hacer cultivos genéticamente modificados resistentes a los patógenos de las plantas y también para insertar anticuerpos en cultivos para que puedan ser asimilados en la alimentación.
Los planticuerpos presentan la ventaja de poder acumularse en los tejidos de diversas especies vegetales, y además la posibilidad de aparecer en tubérculos y semillas facilita su purificación; sin embargo, presentan la desventaja de su complejo proceso de purificado, sumado a que carecen de ácido siálico, el cual se encuentra presente en los anticuerpos monoclonales.